# Ácsán Fuang Dzsótikó
Ácsán Fuang Dzsótikó (1915 - 1986. május 14.) thai buddhista szerzetes (bhikkhu), meditációs mester volt. A tiszteletreméltó Ácsán Lí tanítványaként a 20. századi thai erdei hagyomány egyik legjelentősebb meditációs mestere és tanítója volt a Bangkok közelében található Asokaram kolostorban.

## Élete
Fuang Dzsótikó 1915-ben született egy földműveléssel foglalkozó családban Csanthaburi tartományban, Thaiföld délnyugati részén, a Kambodzsai határ közelében. 11 éves korában árvává vált és különböző kolostorokban nevelkedett (lásd: srámanéra), és az egyházi szabályoknak megfelelően húsz éves korában teljes jogú szerzetesi felavatást kapott (lásd: bhikkhu). Miután egyre alaposabban tanulmányozta a szerzetesi szabályzatot (vinaja), világossá vált előtte, hogy a szerzetestársai nem veszik elég komolyan a Buddha tanításait. Olyan tanítóra vágyott, aki az olvasmányaival egybehangzó módon adna neki tanításokat. Nem is kellett sokat várnia, hiszen két évvel később az Ácsán Mun nevével fémjelzett thai erdei hagyományvonalhoz tartozó Ácsán Lí Dhammadharó egy közeli temetőben állított fel egy meditációs központot. Rendet váltott és onnantól kezdve, két kivétellel, minden esős évszakot új tanítója mellett töltötte. A két kivétel közül az egyik a 2. világháború idején történt, amikor öt éven át távoli erdőkbe elvonultan meditált. A második hat évig tartott az ötvenes évek elején, amikor tanítója vándorlásokat végzet, helyszínt keresve egy új kolostor számára. Így jött létre később az Asokaram kolostor, amely Fuang Dzsótikó életének legfontosabb projektje volt.
1961-ben, Ácsán Lí halála után Fuang az Asokaram kolostorban maradt, hogy az intézmény apátja legyen. 1965-ben azonban a kolostor sikeressége miatt úgy megnőtt a szerzetesek száma, hogy úgy döntött, hogy inkább az egyedüllétet választja, hogy tovább fejlessze a meditációs gyakorlatait. Tizenöt évvel később a Thamma Sathit kolostorba költözött Rayong Province tartományban, ahol az apát tisztséget töltötte be egészen az 1986-ban bekövetkezett haláláig. Fuang tanítványai közé tartozott az amerikai Thánisszaró Bhikkhu is, aki tíz évig tanult nála.
1986. május 14-én, egy buddha-szobor átadása után néhány nappal Ácsán Fuang szívrohamot kapott. A kihívott mentők már holtan találták. Néhány évvel korábbi kérésének megfelelően hamvasztás helyett a testét bebalzsamozták.

## Kiadott művei
- Jotiko, Fuang: A Single Mind. Barre Center for Buddhist Studies, 1999
- Jotiko, Fuang. Awareness itself: The teachings of Ajaan Fuang Jotiko. Valley Center, CA: Metta Forest Monastery (1993). OCLC 46311461
  - Jotiko, Fuang. Awareness itself: The teachings of Ajaan Fuang Jotiko, Revised, Barre, MA: Barre Center for Buddhist Studies (1999. március 24.)
- Jotiko, Fuang: Timeless and True. Barre Center for Buddhist Studies, 1998
- Jotiko, Fuang: Listen Well. Barre Center for Buddhist Studies, 2001
- Jotiko, Fuang. Xi mie zhi shi : a jiang fang de kai shi (kínai nyelven). Fa yun (1996). ISBN 957-99702-7-0. OCLC 818442585

## További hivatkozások
- Bhikkhu, Ṭhānissaro. Jhana Not by the Numbers, Purity of Heart, Essays on the Buddhist path. Metta Forest Monastery (2006. március 24.). OCLC 262847464

## Külső hivatkozások
- Fényképek a Metta Erdei kolostorból